# Marian Kępka
Marian Kępka (ur. 2 stycznia 1938 w Jakubowie, zm. 17 maja 1992) – polski polityk, rolnik, samorządowiec, poseł na Sejm I kadencji.

## Życiorys
W 1957 ukończył technikum samochodowe w Warszawie. Udzielał się w Niezależnym Samorządnym Związku Zawodowym „Solidarność” Rolników Indywidualnych. W 1990 został wójtem gminy Goszczyn. W 1991 został wybrany posłem na Sejm I kadencji z ramienia Wyborczej Akcji Katolickiej w okręgu radomskim. Należał do klubu parlamentarnego Zjednoczenia Chrześcijańsko-Narodowego. Zasiadał w Komisji Rolnictwa i Gospodarki Żywnościowej. Zmarł w trakcie kadencji.